# Gończy polski
Gończy polski – polska rasa psa myśliwskiego zaliczana do psów gończych. Podlega próbom pracy.

## Rys historyczny
Gończy polski jest rodzimą rasą polską, występującą głównie na terenie Polski południowej (Beskidy Zachodnie, Pieniny, Podhale) i na Mazowszu. Na początku drugiej połowy XX wieku usystematyzowaną hodowlą psów gończych zajmowali się przede wszystkim płk Piotr Kartawik i płk Józef Pawłusiewicz. Pierwszy hodował psy większe i cięższe, drugi lżejsze o umaszczeniu czarnym podpalanym w przeciwieństwie do czaprakowatych psów płk Kartawika. W latach 60. XX w. obydwa typy zostały wpisane do księgi wstępnej jako ogar polski (ang. Polish Hound). Okazało się, że krzyżowanie nie odnosi pożądanych efektów, wzorzec przystosowany do psów płk Kartawika został zarejestrowany przez FCI, co spowodowało, że psy Pawłusiewicza nie były uznawane za ogara polskiego.
W 1983 roku Związek Kynologiczny w Polsce zdecydował się otworzyć księgę wstępną dla psów w typie ogara Pawłusiewicza, co było spowodowane niesłabnącą popularnością tych psów ze względu na doskonałe walory użytkowe. Nadano im nazwę gończy polski (ang. Polish Scenthound) i podjęto starania, aby jej wzorzec został zatwierdzony i oficjalnie zarejestrowany przez FCI jako piąta polska rasa. W listopadzie 2006 roku starania te zostały zakończone sukcesem. Rejestracja rasy przebiegła podczas Międzynarodowej Wystawy Psów w Poznaniu. Gończy Polski jest piątą polską rasą uznaną przez FCI i zarejestrowaną w grupie psów gończych pod numerem 354 jako Polish Hunting Dog.
Jako pierwsze do księgi wstępnej zostały wpisane m.in. Gama (KW.T-1/83/GP), Mera (KW.T-2/83/GP), a także Ami (KW.T-4/83/GP).
Odtwarzać rasę unikając kojarzenia krewniaczego z zaledwie kilku zarejestrowanych egzemplarzy jest bardzo trudno. Hodowcy, którzy ściśle przestrzegali wymagań formalnoprawnych, stosowali metodę kojarzenia krewniaczego, szybciej uzyskiwali wpis Polskiej Księgi Rodowodowej. Inni łączyli psy już zarejestrowane i spełniające wszelkie wymagania hodowlano-formalne z wyszukiwanymi egzemplarzami psów w typie gończych polskich, o doskonałych walorach użytkowych (zwłaszcza w Bieszczadach i na Podkarpaciu), ale nie zarejestrowanymi w Związku Kynologicznym i nie spełniającymi wymagań formalnych (np. właściciel nie był członkiem Związku Kynologicznego w Polsce lub pies posiadał tylko metrykę). W takich przypadkach pochodzenie tego rodzaju potomstwa traktowane było przez Związek Kynologiczny jako NN, a miot uzyskiwał wpis do księgi wstępnej.
Pierwsze psy rodowodowe tej rasy przyszły na świat dopiero w 1989 roku w hodowli „z Cisówki”. Był to miot po Procie „z Kazimierzowa” i Rafie „z Kongresówki”, wśród których pies o imieniu Promyk z Cisówki jako pierwszy przedstawiciel tej rasy uzyskał championa w klasach otwartej i później championów.

## Wygląd

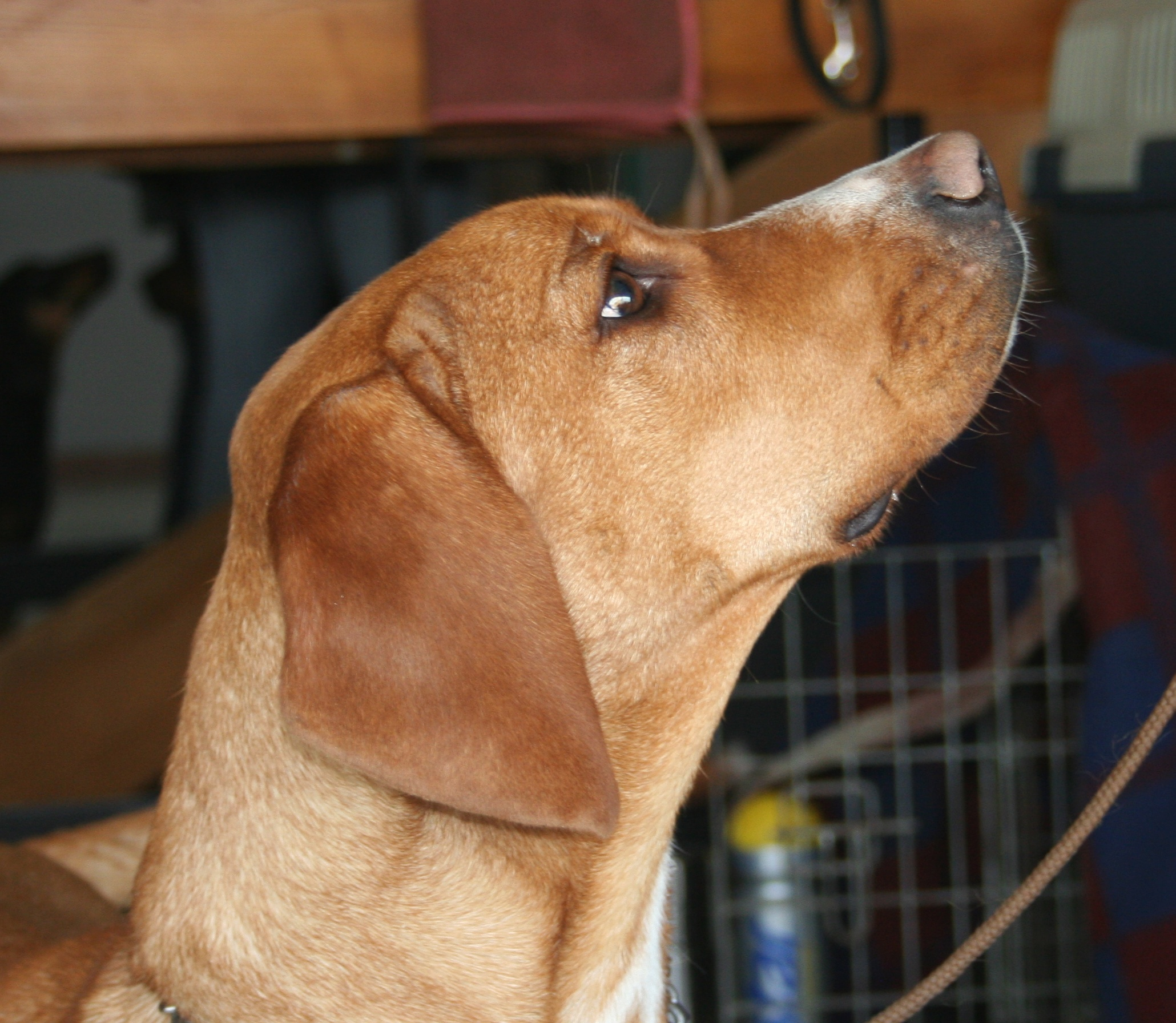
Głowa gończego polskiego o umaszczeniu określonym we wzorcu rasy jako rude

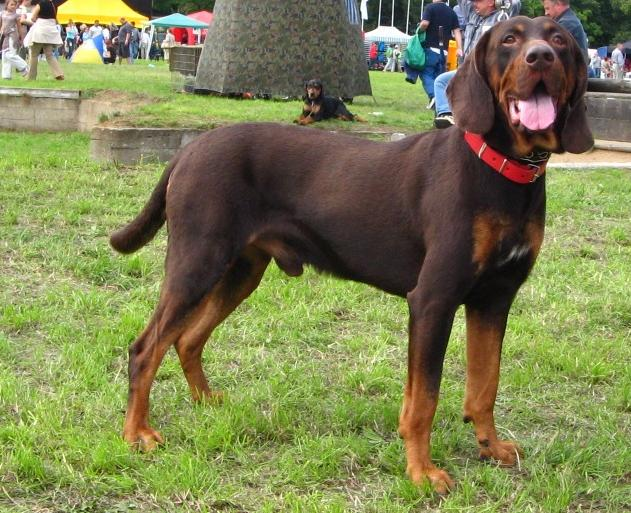
Gończy polski odmiana „czekoladowa”

- pies średniego wzrostu, o lekkiej, zwartej i sprężystej budowie, o sylwetce prostokątnej (9:10),

Szata i umaszczenie
- włos krótki, na głowie i uszach jedwabisty, na tułowiu twardy, sztywny i przylegający. Podszerstek gęsty (słabszy latem, obfitszy zimą). Umaszczenie czarne z wyraźnie odgraniczonym podpalaniem czerwono-brązowym, czekoladowe podpalane oraz rude w różnych odcieniach. Podpalanie nad oczami, na pysku, podgardlu, piersi, wewnętrznej i tylnej stronie ud, w okolicy odbytu, na palcach, na dolnej stronie ogona do 1/3 lub 1/2 jego długości. Małe białe znaczenia na palcach i piersi nie stanowią wady.
  - Czarne z podpalaniem czerwono-brązowym – często występujące
  - Czekoladowe z podpalaniem jaśniejszym – rzadko występujące
  - Rude w różnych odcieniach – bardzo rzadko występujące

Głowa
- szlachetna i proporcjonalna do całości. Długość mózgoczaszki taka sama co kufa, lekko wypukła. Nie wyrazisty ale wyczuwalny guz potyliczny. Stop słabo zaznaczony. Nos czarny, nozdrza rozwarte. Wargi mięsiste, dobrze pokrywające uzębienie, z niewielką fałda w kącikach szpary pyska. Uzębienie mocne, równe, białe, zgryz nożycowy, komplet zębów pożądany. Oczy średniej wielkości, wyraźnie skośne, ale nie ukazujące białek, powieki nieobwisłe. Uszy zwisające, lekkie, trójkątne, średniej wielkości i osadzone na wysokości zewnętrznego kąta oka, u nasady szerokie, przednim brzegiem przylegające do policzków, u dołu zaokrąglone, pokryte gładką i jedwabistą sierścią.

Szyja
- muskularna, dość gruba, średniej długości, umiarkowanie wzniesiona, w przekroju owalna. Skóra na szyi luźna, ale nie tworząca podgardla.

Tułów
- prosty i dobrze umięśniony grzbiet. Kłąb zaznaczony. Szerokie i dobrze umięśnione lędźwie. Zad nie przebudowany i nie ścięty. Klatka piersiowa głęboka i sięgająca do łokcia, przedpiersie miernie zaznaczone, żebra daleko zachodzące. Brzuch łagodnie podkasany.

Ogon
- średniej grubości sięgający do stawu skokowego, dobrze okryty włosem, ze śladem szczotki. W spokoju opuszczony i wygięty szablasto, w napięciu wznoszony nieco powyżej linii grzbietu,niekopiowany.

Kończyny
- kończyny przednie – oglądane z przodu proste, odległość od łokcia do podłoża równa się połowie wysokości w kłębie. Długa i skośnie ustawiona łopatka, do której ramiona ustawione są pod kątem lekko rozwartym. Łokcie skierowane do tyłu, ale nie odstające ani nie wciśnięte. Przedramię proste, suche o przekroju kości owalnym. Śródręcze suche, sprężyste, lekko wychylone do przodu. Łapy lekko owalne i zwarte. Palce wypukłe i lekko wysklepione, pazury ciemne, opuszki o grubej skórze. Kończyny tylne – oglądane z tyłu proste, uda szerokie i muskularne, stawy skokowe nisko osadzone. Łapy jak w kończynach przednich. Wilcze pazury należy usuwać u szczeniąt.

Wymiary
- wysokość w kłębie: psy 55–59 cm, suki 50–55 cm
- masa ciała: wzorzec nie określa – około 22–30 kg

Błędy i usterki
- wszelkie odchylenia od wzorca powinny obniżać ocenę w zależności od stopnia ich nasilenia. Zgryz cęgowy, za długi lub za krótki tułów, wysokonożność, jasne okrągłe oko, zbyt cienka kość, niedostateczne wyraźnie ograniczone podpalanie oraz wszelkie inne odstępstwa od wzorca.

Wady dyskwalifikujące
- przodozgryz, tyłozgryz,
- wnętrostwo – samce muszą mieć dwa, prawidłowo wykształcone jądra, całkowicie umieszczone w worku mosznowym.

## Zachowanie - charakter
Zrównoważony i łagodny. Jest psem prawdziwie odważnym, a nawet zdolnym do brawury. Inteligentny i łatwy w szkoleniu. Nieagresywny, ale nieufny w stosunku do obcych. Jest nie tylko doskonałym psem myśliwskim, ale również nieocenionym stróżem. Podczas polowania głosi zwierzynę melodyjnym głosem o zmiennej tonacji, która u suk jest z reguły wyższa.

## Użytkowość
Używany głównie do polowań na dziki, lisy oraz jako pies stróżujący, także jako tropowiec.

## Popularność
Z roku na rok ich populacja wzrasta (w Związku Kynologicznym w Polsce jest zarejestrowanych około 1200 psów tej rasy – stan w 2008 r. Coraz częściej i liczniej można je spotkać na wystawach psów rasowych i innych imprezach kynologicznych.